# Герберт Ропер-Барретт
Герберт Ропер-Барретт (англ. Herbert Roper Barrett; 24 листопада 1873 — 27 липня 1943) — колишній британський тенісист.
Здобув 51 одиночний титул.
Перемагав на турнірах Великого шолома в парному розряді.

## Фінали турнірів Великого шолома

### Одиночний розряд (2 поразки)
| Результат | Рік  | Турнір               | Покриття | Суперник       | Рахунок                 |
| --------- | ---- | -------------------- | -------- | -------------- | ----------------------- |
| Поразка   | 1908 | Вімблдонський турнір | Трава    | Артур Ґор      | 3–6, 2–6, 6–4, 6–3, 4–6 |
| Поразка   | 1911 | Вімблдонський турнір | Трава    | Ентоні Вілдінґ | 4–6, 6–4, 6–2, 2–6 ret. |

### Парний розряд (3–3)
| Результат | Рік  | Турнір               | Покриття | Партнер         | Суперники                                | Рахунок            |
| --------- | ---- | -------------------- | -------- | --------------- | ---------------------------------------- | ------------------ |
| Поразка   | 1908 | Вімблдонський турнір | Трава    | Артур Ґор       | Мейджор Річі Ентоні Вілдінґ              | 1–6, 2–6, 1–6, 7–9 |
| Перемога  | 1909 | Вімблдонський турнір | Трава    | Артур Ґор       | Стенлі Даст Гаррі Паркер                 | 6–2, 6–1, 6–4      |
| Поразка   | 1910 | Вімблдонський турнір | Трава    | Артур Ґор       | Мейджор Річі Ентоні Вілдінґ              | 1–6, 1–6, 2–6      |
| Перемога  | 1912 | Вімблдонський турнір | Трава    | Чарлз П. Діксон | Макс Декюжі Андре Гобер                  | 3–6, 6–3, 6–4, 7–5 |
| Перемога  | 1913 | Вімблдонський турнір | Трава    | Чарлз П. Діксон | Гайнріх Кляйншрот Фрідріх Вільгельм Раге | 6–2, 6–4, 4–6, 6–2 |
| Поразка   | 1914 | Вімблдонський турнір | Трава    | Чарлз П. Діксон | Норман Брукс Ентоні Вілдінґ              | 1–6, 1–6, 7–5, 6–8 |